# Sergi Enrique
Sergi Enrique, född den 22 september 1987 i Matadepera, Spanien, är en spansk landhockeyspelare.
Han tog OS-silver i herrarnas landhockeyturnering i samband med de olympiska landhockeytävlingarna 2008 i Peking.